# عنوان المجد في تاريخ نجد
عنوان المجد في تاريخ نجد، كتاب من مجلدين ألفه عثمان بن عبد الله ابن بشر اهتم بتاريخ الدولة السعودية الأولى وبدايات دعوة محمد بن عبد الوهاب.

## وصف عام
ابتدأ ابن بشر كتابه من عام 850 هـ إلى عام 1157 هـ مما يذكر أن التاريخ كان متقطعًا فلم يذكر كل الأحداث ثم بدأ يواصل حتى عام  1234 هـ.

## مميزاته
من الكتب القليلة في تاريخ نجد 

## سلبيات الكتاب و المآخذ عليه
يأخذ الكثير من النقاد على الكتاب أنه غير محايد ووصف كثيرا من مخالفي الدعوة الوهابية بالمرتدين والضلال.

## وصلات خارجية
- عنوان المجد في تاريخ نجد . الجزء الأول - المكتبة الرقمية العربية
- عنوان المجد في تاريخ نجد . الجزء الثاني مكتبة الرقمية العربية